# Louis Ameka
Louis Ameka (Libreville, Gabón, 3 de octubre de 1996) es un futbolista de Gabón que juega en la posición de mediapunta con el TP Mazembe de la Linafoot.

## Carrera

### Club
| Periodo   | Club             |
| --------- | ---------------- |
| 2015-2018 | CF Mounana       |
| 2018-2021 | Chamois Niortais |
| 2021–2023 | MAS Fez          |
| 2023–     | TP Mazembe       |

### Selección nacional
A nivel de selecciones menores jugó en las categorías sub-17 y sub-23. Su debut con Gabón fue el 10 de julio de 2017 en la derrota por 1-2 ante Malí por la clasificación para la Copa Africana de Naciones de 2019. Participó en la Copa Africana de Naciones 2021.

## Logros
- Primera División de Gabón (2): 2015/16, 2016/17